# Muri (India)
Muri è una suddivisione dell'India, classificata come census town, di 11.999 abitanti, situata nel distretto di Ranchi, nello stato federato del Jharkhand. In base al numero di abitanti la città rientra nella classe IV (da 10.000 a 19.999 persone).

## Geografia fisica
La città è situata a 23° 22' 26 N e 85° 51' 46 E.

## Società

### Evoluzione demografica
Al censimento del 2001 la popolazione di Muri assommava a 11.999 persone, delle quali 6.324 maschi e 5.675 femmine. I bambini di età inferiore o uguale ai sei anni assommavano a 1.475, dei quali 745 maschi e 730 femmine. Infine, coloro che erano in grado di saper almeno leggere e scrivere erano 8.746, dei quali 5.213 maschi e 3.533 femmine.